# Hualālai
Hualālai je štítová sopka na ostrově Havaj na Havajských ostrovech. Jedná se o třetí nejmladší a nejaktivnější z šesti sopek které tvoří ostrov Havaj. Je to nejzápadnější sopka ostrova Havaj. Její vrchol je ve výšce 2521 m a pod hladinou moře má 6271 m, takže měří 8792 m.